# Louisa Harland
Louisa Clare Harland (Dublino, 31 gennaio 1993) è un'attrice irlandese.

## Biografia
Nata a Dublino, da padre nordirlandese la Harland ha due sorelle maggiori, Katie e Ellie. Ha iniziato a recitare presso il Ann Kavanagh Youth Theatre di Rathfarnham e, dopo aver studiato presso la Mountview Academy of Theatre Arts di Londra, ha intrapreso la carriera di attrice ottenendo un ruolo ricorrente nella serie televisiva RTÉ One Love/Hate nel 2011.
Successivamente è comparsa nei film Standby di Rob Burke (2014) e Lost in London di Woody Harrelson (2017); mentre nel 2018 ottiene il ruolo di Orla McCool nella sitcom di Channel 4 Derry Girls, che diviene un successo di pubblico e critica.
Il 26 giugno 2020, la Harland e il resto del cast di Derry Girls hanno eseguito uno sketch con Saoirse Ronan per lo speciale di raccolta fondi di RTÉ RTÉ Does Comic Relief, i cui proventi sono andati a favore delle persone colpite dalla pandemia di COVID-19.

## Filmografia

### Cinema
- Standby, regia di Rob Burke (2014)
- Lost in London, regia di Woody Harrelson (2017)
- Sunday Tide, regia di Jaclyn Bethany - cortometraggio (2018)
- Boys from County Hell, regia di Chris Baugh (2020)

### Televisione
- Love/Hate – serie TV, 4 episodi (2011)
- Doctors – serial TV, puntata 17x276 (2016)
- Harley and the Davidsons - miniserie TV, episodio 1x02 (2016)
- Finding Joy – serie TV, episodio 1x03 (2017)
- Derry Girls – serie TV, 19 episodi (2018-2022)
- Handy – serie TV, episodio 1x01 (2019)
- The Deceived – serie TV, 4 episodi (2020)
- Nell - Rinnegata (Renegade Nell), regia di Ben Taylor, Amanda Brotchie, MJ Delaney – miniserie TV (2024)

## Doppiatrici italiane
Nelle versioni in italiano delle opere in cui ha recitato, Louisa Harland è stata doppiata da:
- Eva Padoan in Love/Hate, Lost in London
- Giulia Catania in Nell - Rinnegata